# Machias (Maine)
Machias è un comune degli Stati Uniti d'America, situato nello Stato del Maine, nella contea di Washington, della quale è il capoluogo.